# Majajärvi (sjö i Jyväskylä, Mellersta Finland)
Majajärvi är en sjö i kommunen Jyväskylä i landskapet Mellersta Finland i Finland. Den är 6,7 meter djup. Arean är 42 hektar och strandlinjen är 2,74 kilometer lång. Sjön  ingår i Kymmene älvs huvudavrinningsområde.   Den ligger omkring 11 kilometer norr om Jyväskylä och omkring 240 kilometer norr om Helsingfors. 